# Gran Premio de Cataluña de Motociclismo de 2011

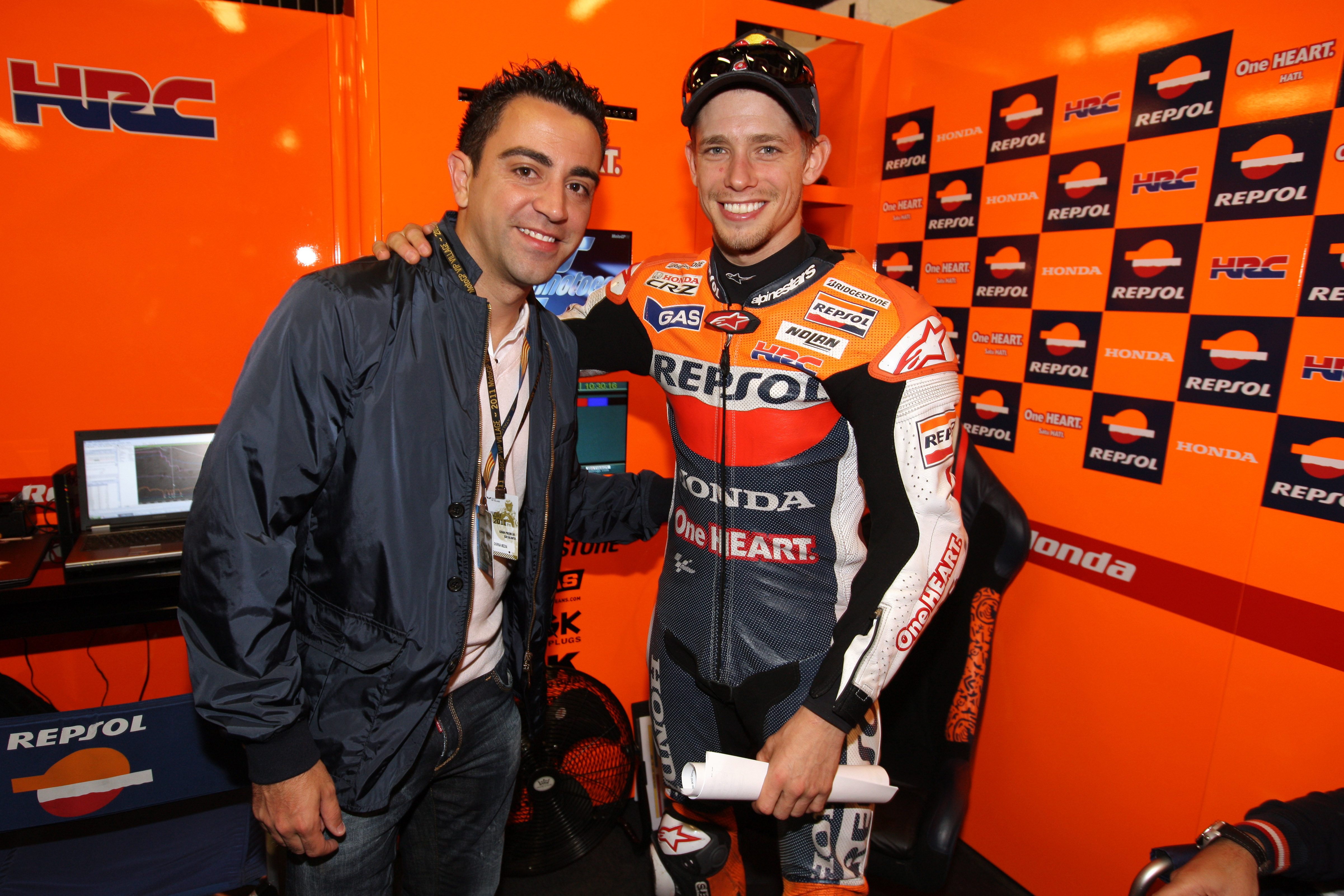
Casey Stoner fue el motociclista que obtuvo más puntos en este campeonato.

El Gran Premio de Cataluña de Motociclismo de 2011 fue la quinta prueba del Campeonato del Mundo de Motociclismo de 2011. Tuvo lugar en el fin de semana del 3 al 5 de junio de 2011 en el Circuito de Barcelona-Cataluña, situado en Barcelona, España. La carrera de MotoGP fue ganada por Casey Stoner, seguido de Jorge Lorenzo y Ben Spies. Stefan Bradl ganó la prueba de Moto2, por delante de Marc Márquez y Aleix Espargaró. La carrera de 125cc fue ganada por Nicolás Terol, Maverick Viñales fue segundo y Jonas Folger tercero.

## Resultados

### Resultados MotoGP
| Pos.            | N.º | Piloto           | Constructor | Vueltas | Tiempo    | Parrilla | Pts. |
| --------------- | --- | ---------------- | ----------- | ------- | --------- | -------- | ---- |
| 1               | 27  | Casey Stoner     | Honda       | 25      | 43:19.779 | 2        | 25   |
| 2               | 1   | Jorge Lorenzo    | Yamaha      | 25      | +2.403    | 3        | 20   |
| 3               | 11  | Ben Spies        | Yamaha      | 25      | +4.291    | 4        | 16   |
| 4               | 4   | Andrea Dovizioso | Honda       | 25      | +5.255    | 5        | 13   |
| 5               | 46  | Valentino Rossi  | Ducati      | 25      | +7.371    | 7        | 11   |
| 6               | 58  | Marco Simoncelli | Honda       | 25      | +11.831   | 1        | 10   |
| 7               | 35  | Cal Crutchlow    | Yamaha      | 25      | +26.483   | 6        | 9    |
| 8               | 69  | Nicky Hayden     | Ducati      | 25      | +33.243   | 8        | 8    |
| 9               | 65  | Loris Capirossi  | Ducati      | 25      | +43.092   | 13       | 7    |
| 10              | 17  | Karel Abraham    | Ducati      | 25      | +43.113   | 15       | 6    |
| 11              | 8   | Héctor Barberá   | Ducati      | 25      | +44.224   | 10       | 5    |
| 12              | 19  | Álvaro Bautista  | Suzuki      | 25      | +45.239   | 9        | 4    |
| 13              | 24  | Toni Elías       | Honda       | 25      | +58.268   | 14       | 3    |
| Ret             | 14  | Randy de Puniet  | Ducati      | 3       | Colisión  | 12       |      |
| Ret             | 7   | Hiroshi Aoyama   | Honda       | 3       | Colisión  | 11       |      |
| DNS             | 5   | Colin Edwards    | Yamaha      |         | Lesión    |          |      |
| Reporte Oficial |     |                  |             |         |           |          |      |

Notas
- Pole Position :  Marco Simoncelli, 1:42.413
- Vuelta Rápida :  Casey Stoner, 1:43.084

### Resultados Moto2
| Pos.            | N.º | Piloto              | Constructor | Vueltas | Tiempo    | Parrilla | Pts. |
| --------------- | --- | ------------------- | ----------- | ------- | --------- | -------- | ---- |
| 1               | 65  | Stefan Bradl        | Kalex       | 23      | 41:38.888 | 1        | 25   |
| 2               | 93  | Marc Márquez        | Suter       | 23      | +4.141    | 5        | 20   |
| 3               | 40  | Aleix Espargaró     | Pons Kalex  | 23      | +8.409    | 2        | 16   |
| 4               | 3   | Simone Corsi        | FTR         | 23      | +10.331   | 15       | 13   |
| 5               | 4   | Randy Krummenacher  | Kalex       | 23      | +11.661   | 19       | 11   |
| 6               | 15  | Alex de Angelis     | MotoBi      | 23      | +12.383   | 20       | 10   |
| 7               | 34  | Esteve Rabat        | FTR         | 23      | +12.602   | 9        | 9    |
| 8               | 36  | Mika Kallio         | Suter       | 23      | +13.467   | 7        | 8    |
| 9               | 68  | Yonny Hernández     | FTR         | 23      | +16.612   | 21       | 7    |
| 10              | 76  | Max Neukirchner     | MZ-RE Honda | 23      | +16.735   | 24       | 6    |
| 11              | 45  | Scott Redding       | Suter       | 23      | +17.031   | 11       | 5    |
| 12              | 51  | Michele Pirro       | Moriwaki    | 23      | +18.460   | 14       | 4    |
| 13              | 25  | Alex Baldolini      | Suter       | 23      | +22.933   | 27       | 3    |
| 14              | 19  | Xavier Simeon       | Tech 3      | 23      | +23.416   | 30       | 2    |
| 15              | 29  | Andrea Iannone      | Suter       | 23      | +23.449   | 22       | 1    |
| 16              | 44  | Pol Espargaró       | FTR         | 23      | +24.070   | 25       |      |
| 17              | 71  | Claudio Corti       | Suter       | 23      | +24.111   | 18       |      |
| 18              | 31  | Carmelo Morales     | Moriwaki    | 23      | +25.351   | 23       |      |
| 19              | 38  | Bradley Smith       | Tech 3      | 23      | +29.249   | 6        |      |
| 20              | 53  | Valentin Debise     | FTR         | 23      | +35.077   | 26       |      |
| 21              | 64  | Santiago Hernández  | FTR         | 23      | +41.666   | 34       |      |
| 22              | 13  | Anthony West        | MZ-RE Honda | 23      | +52.103   | 31       |      |
| 23              | 16  | Jules Cluzel        | Suter       | 23      | +1:02.492 | 10       |      |
| 24              | 49  | Kev Coghlan         | FTR         | 23      | +1:16.294 | 32       |      |
| Ret             | 80  | Axel Pons           | Pons Kalex  | 18      | Caída     | 16       |      |
| Ret             | 60  | Julián Simón        | Suter       | 15      | Colisión  | 8        |      |
| Ret             | 54  | Kenan Sofuoğlu      | Suter       | 15      | Colisión  | 17       |      |
| Ret             | 77  | Dominique Aegerter  | Suter       | 15      | Caída     | 12       |      |
| Ret             | 21  | Javier Forés        | Suter       | 11      | Retirado  | 13       |      |
| Ret             | 75  | Mattia Pasini       | FTR         | 7       | Caída     | 33       |      |
| Ret             | 12  | Thomas Lüthi        | Suter       | 5       | Colisión  | 4        |      |
| Ret             | 72  | Yuki Takahashi      | Moriwaki    | 5       | Colisión  | 3        |      |
| Ret             | 63  | Mike Di Meglio      | Tech 3      | 5       | Caída     | 29       |      |
| Ret             | 39  | Robertino Pietri    | Suter       | 3       | Retirado  | 28       |      |
| Ret             | 95  | Mashel Al Naimi     | Moriwaki    | 2       | Retirado  | 36       |      |
| Ret             | 9   | Kenny Noyes         | FTR         | 0       | Caída     | 35       |      |
| DNS             | 14  | Ratthapark Wilairot | FTR         |         | Lesión    |          |      |
| DNS             | 88  | Ricard Cardús       | Moriwaki    |         | Lesión    |          |      |
| Reporte Oficial |     |                     |             |         |           |          |      |

Notas
- Pole Position :  Stefan Bradl, 1:46.753
- Vuelta Rápida :  Bradley Smith, 1:47.762

## Resultados 125cc
| Pos.                  | N.º | Piloto              | Constructor | Vueltas | Tiempo     | Parrilla | Pts. |
| --------------------- | --- | ------------------- | ----------- | ------- | ---------- | -------- | ---- |
| 1                     | 18  | Nicolás Terol       | Aprilia     | 22      | 42:29.647  | 1        | 25   |
| 2                     | 25  | Maverick Viñales    | Aprilia     | 22      | +10.356    | 3        | 20   |
| 3                     | 94  | Jonas Folger        | Aprilia     | 22      | +15.260    | 7        | 16   |
| 4                     | 11  | Sandro Cortese      | Aprilia     | 22      | +15.670    | 6        | 13   |
| 5                     | 7   | Efrén Vázquez       | Derbi       | 22      | +15.942    | 5        | 11   |
| 6                     | 5   | Johann Zarco        | Derbi       | 22      | +19.758    | 4        | 10   |
| 7                     | 55  | Héctor Faubel       | Aprilia     | 22      | +26.490    | 2        | 9    |
| 8                     | 33  | Sergio Gadea        | Aprilia     | 22      | +26.681    | 9        | 8    |
| 9                     | 26  | Adrián Martín       | Aprilia     | 22      | +36.134    | 10       | 7    |
| 10                    | 84  | Jakub Kornfeil      | Aprilia     | 22      | +36.776    | 15       | 6    |
| 11                    | 52  | Danny Kent          | Aprilia     | 22      | +37.936    | 11       | 5    |
| 12                    | 96  | Louis Rossi         | Aprilia     | 22      | +1:10.840  | 21       | 4    |
| 13                    | 31  | Niklas Ajo          | Aprilia     | 22      | +1:11.704  | 23       | 3    |
| 14                    | 10  | Alexis Masbou       | KTM         | 22      | +1:11.798  | 17       | 2    |
| 15                    | 23  | Alberto Moncayo     | Aprilia     | 22      | +1:15.709  | 12       | 1    |
| 16                    | 77  | Marcel Schrötter    | Mahindra    | 22      | +1:22.005  | 20       |      |
| 17                    | 53  | Jasper Iwema        | Aprilia     | 22      | +1:25.457  | 13       |      |
| 18                    | 3   | Luigi Morciano      | Aprilia     | 22      | +1:25.628  | 22       |      |
| 19                    | 43  | Sturla Fagerhaug    | Aprilia     | 22      | +1:55.296  | 29       |      |
| 20                    | 43  | Francesco Mauriello | Aprilia     | 22      | +1:55.382  | 27       |      |
| 21                    | 30  | Giulian Pedone      | Aprilia     | 22      | +1:55.488  | 28       |      |
| 22                    | 56  | Peter Sebestyén     | KTM         | 21      | +1 Vuelta  | 30       |      |
| 23                    | 28  | Josep Rodríguez     | Aprilia     | 21      | +1 Vuelta  | 25       |      |
| 24                    | 86  | Kevin Hanus         | Honda       | 21      | +1 Vuelta  | 33       |      |
| 25                    | 15  | Simone Grotzkyj     | Aprilia     | 21      | +1 Vuelta  | 18       |      |
| 26                    | 71  | John McPhee         | Aprilia     | 20      | +2 vueltas | 26       |      |
| 27                    | 36  | Joan Perelló        | Aprilia     | 20      | +2 vueltas | 31       |      |
| 28                    | 17  | Taylor Mackenzie    | Aprilia     | 20      | +2 vueltas | 34       |      |
| 29                    | 19  | Alessandro Tonucci  | Aprilia     | 20      | +2 vueltas | 32       |      |
| Ret                   | 39  | Luis Salom          | Aprilia     | 16      | Caída      | 8        |      |
| Ret                   | 99  | Danny Webb          | Mahindra    | 0       | Colisión   | 14       |      |
| Ret                   | 44  | Miguel Oliveira     | Aprilia     | 0       | Colisión   | 16       |      |
| Ret                   | 63  | Zulfahmi Khairuddin | Derbi       | 0       | Colisión   | 19       |      |
| Ret                   | 21  | Harry Stafford      | Aprilia     | 0       | Colisión   | 24       |      |
| OFFICIAL 125cc REPORT |     |                     |             |         |            |          |      |

Notas
- Pole Position :  Nicolás Terol, 1:51.281
- Vuelta Rápida :  Johann Zarco, 1:52.621
- Johann Zarco fue penalizado con 20 segundos de retraso por un adelantamiento ilegal en la última vuelta de carrera.

| Prueba previa: Gran Premio de Francia de 2011  | Campeonato del mundo de 2011 | Siguiente prueba: Gran Premio de Gran Bretaña de 2011 |
| Prueba previa: Gran Premio de Cataluña de 2010 | Gran Premio de Cataluña      | Siguiente prueba: Gran Premio de Cataluña de 2012     |

- Datos: Q911684
- Multimedia: 2011 Catalan motorcycle Grand Prix / Q911684